# Урванцев, Яков Ерофеевич
Я́ков Ерофе́евич У́рванцев (27 ноября 1924, Деяново, Вятская губерния — 18 февраля 1957, Уржумский район, Кировская область) — младший лейтенант РККА, участник Великой Отечественной войны, Герой Советского Союза.

## Биография
Родился 27 ноября 1924 года в деревне Деяново (ныне Уржумского района Кировской области) в крестьянской семье. Окончил 7 классов средней школы, затем работал в Уржумском сплавном агентстве.
В РККА с 1942 года. В 1943 году окончил Московское пулемётное училище.
На фронте с мая 1943 года. Воевал на Воронежском фронте, был комвзвода 42-го стрелкового полка 180-й стрелковой дивизии. Проявил себя при форсировании Днепра.
В ночь на 27 сентября 1943 года младший лейтенант Урванцев со своим взводом переправился через Днепр в районе села Новые Петровцы. Солдатам удалось отбить многочисленные контратаки врага и удержать плацдарм.
Указом Президиума Верховного Совета СССР от 29 октября 1943 года за успешное форсирование реки Днепр и проявленные при этом отвагу и мужество Урванцеву было присвоено звание Героя Советского Союза.
После войны продолжал службу в ВС СССР. В 1947 году вступил в ряды ВКП(б). С 1954 года — в запасе.
Жил и работал в Мурманске, затем вернулся на родину. Умер 18 февраля 1957 года. Похоронен на родине в селе Шурма Уржумского района.

## Награды
- Медаль «Золотая Звезда» № 3691;
- орден Ленина;
- медали.

## Память
- Имя Героя высечено золотыми буквами в зале Славы Центрального музея Великой Отечественной войныв Парке Победы г. Москва.

- Имя Героя Советского Союза увековечено на мемориальной доске, установленной в парке Дворца Пионеров в городе Кирове.
- В селе Шурма именем героя названа одна из улиц.